# Raïon de Zavyalovo
Le raïon de Zavyalovo (russe : Завья́ловский райо́н; oudmourte : Завьял ёрос / Дэри ёрос, Zavjal joros / Deri joros) est un raïon de la république d'Oudmourtie en Russie.

## Présentation
La superficie du district est de 2 203,3 kilomètres carrés.
Son centre administratif est la localité rurale de Zavyalovo.

## Galerie

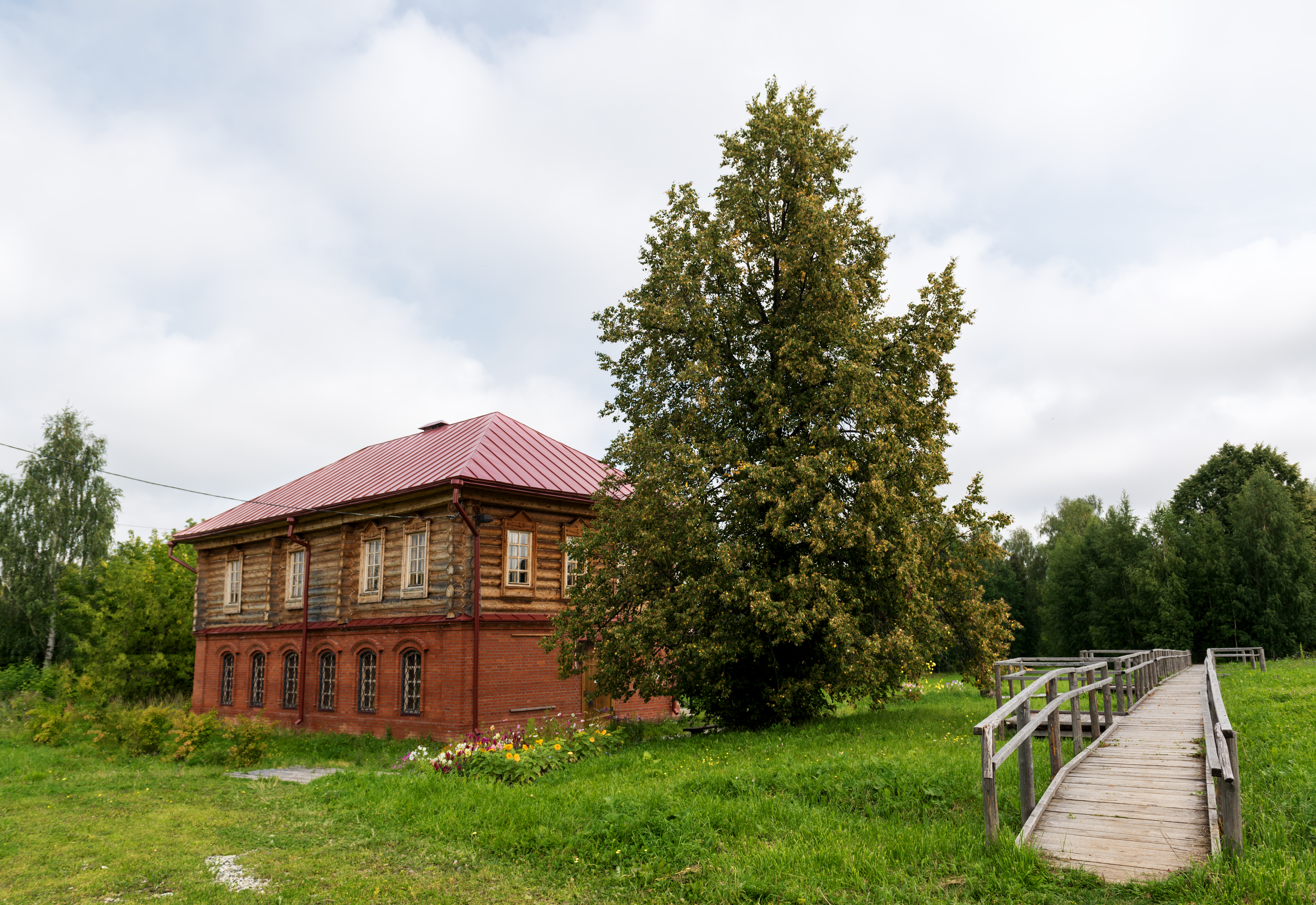
Ludorvay.
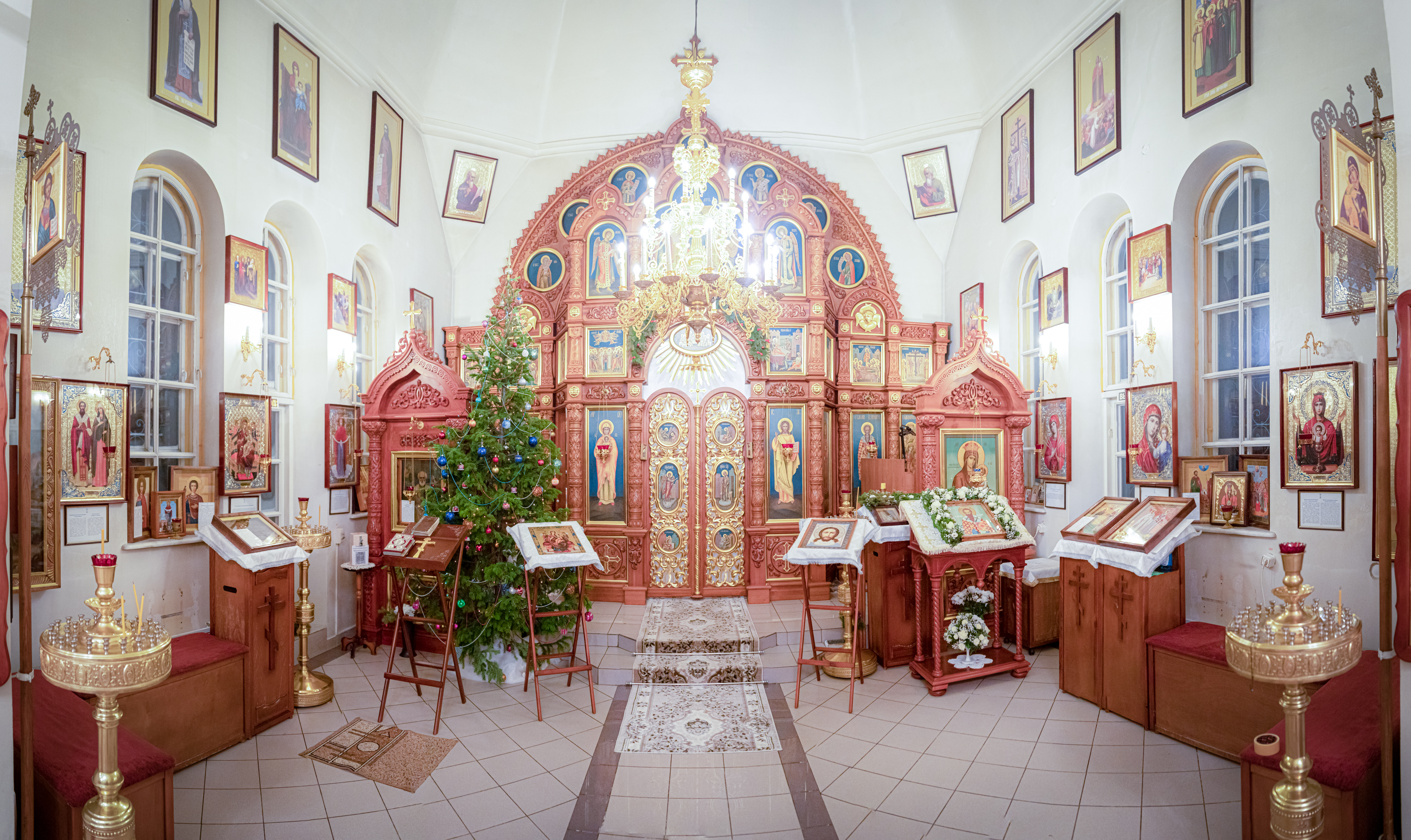
Église du village de Khokhryaki.